# 伝統保守主義
伝統保守主義（でんとうほしゅしゅぎ、英: traditional conservatism）は、古い伝統を尊重する主義・思想であり、「自然法および超越的道徳秩序の原理」、伝統、「階級制および有機的統一性」、農本主義、「古典の教養および高尚な文化」、そして広範囲にわたる忠誠心の必要性を強調する政治哲学のことを言う。伝統主義的保守主義、伝統主義、バーク派保守主義、古典派保守主義、そして（非アメリカ英語圏ないしはオーストラリア英語圏の国々で）トーリー主義としても知られている。
もちろん、中には、「反動主義者」や「反革命主義者」といったレッテルを受け入れた上で、啓蒙運動以来それらの用語に込められてきた汚名を物ともしない伝統主義者もいる。階級的な社会観を持っているために、多くの伝統保守主義者は、少数のアメリカ人（T・S・エリオットなど）も含めて、君主制を最も自然で有益な社会体制として擁護する。